# Pierre Cardin
Pierre Cardin, nacido como Pietro Costante Cardin (San Biagio di Callalta, Véneto; 2 de julio de 1922-Neuilly-sur-Seine, 29 de diciembre de 2020), fue un diseñador de moda italiano naturalizado francés.

## Primeros años de vida
Se trasladó a París por problemas económicos en 1945. Allí, estudió arquitectura y trabajó con Jeanne Paquin al terminar la guerra y luego con Elsa Schiaparelli hasta que se convirtió en jefe del atelier de Christian Dior en 1947. Cuando le denegaron trabajar en Balenciaga, decidió fundar su propia casa en 1950. Es así como Cardin se inició en la alta costura en 1953.

## Trayectoria
Cardin se hizo conocido en los años 50 por su estilo vanguardista, y en los 60 por sus diseños futuristas inspirados en la era espacial. Prefería las formas y los motivos geométricos, a menudo ignorando la forma femenina. Innovó al diseñar la primera moda unisex, comprobando que ésta es a veces experimental, y no siempre práctica, y también en los 70 puso de moda la alternancia de faldas mini (a mitad de muslo) y maxi (largas hasta los tobillos) y la combinación de minifalda con abrigo, blusa o casaca muy largas.
Cardin fue el primer diseñador en exportar a Japón, un nuevo mercado para la alta costura, cuando viajó allí en 1959.
En 1959, fue expulsado de la Chambre Syndicale por el lanzamiento de una colección prêt-à-porter ("listo para ponerse", modelos más baratos fabricados en serie, al contrario que la "alta costura" con caros modelos exclusivos hechos a mano), para los grandes almacenes Printemps, lo cual era inapropiado para la época ya que era considerado el primer couturier (costurero) en París, pero pronto fue reintegrado. Sin embargo, se retiró de la Chambre Syndicale en 1966 y comenzó a mostrar sus colecciones en el Espace Cardin del cual se sentía orgulloso y el cual fue inaugurado en 1971, en París, donde anteriormente estaba el Théâtre des Ambassadeurs, cerca de la Embajada de los Estados Unidos. El Espace Cardin también se utiliza para promocionar nuevos talentos artísticos, como grupos de teatro, músicos y otros.
Cardin fue de las primeras casas de moda en expandir a otros mercados su marca más allá de la moda, los complementos y la perfumería, al incluir un contrato con American Motors (AMC), tras el éxito de Aldo Gucci quien diseñó el interior de los vagones del Hornet Sportabout. Los automóviles AMC Javelin incorporaban en su interior diseños de Cardin resaltando la audacia y extravagancia, términos que definen exquisitamente al diseñador; estos automóviles estuvieron disponibles en 1972 y 1973. Un total de 4.152 coches recibieron un acabado interior combinando bandas chinas en varios colores creando un conjunto sobre fondo negro. Éste fue uno de los primeros autos americanos en ofrecer un paquete especial que permitía personalizar los asientos quitando los forros, idea creada por el entonces ya famoso diseñador de moda. 
El Cardin Jaballins también vino con el emblema del diseñador en el frente y tenía una selección limitada de colores exteriores para coordinar con la personalización especial de los interiores.
Su compañero diseñador, André Oliver, que se unió a él en 1971 y asumió la responsabilidad de las colecciones de alta costura en 1987, murió en 1993.
Cardin fue miembro de la Chambre syndicale de la Haute Couture y del Prêt à Porter y de la Maison de Haute Couture de 1953 a 1993. Al igual que otros muchos diseñadores actuales, Cardin decidió en 1994 mostrar su colección solo a un pequeño círculo de clientes y periodistas seleccionados.
Falleció el 29 de diciembre de 2020 a los 98 años, en un hospital de Neuilly-sur-Seine.

## Otros intereses
En 1981 adquirió los restaurantes Maxim's y pronto abrió sucursales en Nueva York, Londres y Pekín (1983). También poseyó una cadena de hoteles con el mismo nombre (Maxim). Cardin obtuvo la licencia de una amplia gama de productos alimenticios con ese nombre.
Durante la década de 1980 y hasta mediados de la década de 1990, fue gran amigo y miembro de una organización de la prensa francesa de Música-pasillo, Circus, Danza y Artes presidido por una periodista muy conocida en Francia, Jacqueline Cartier, con autores o personalidades notables como Guy des Cars, Jean-Pierre Thiollet y Francis Fehr.
Cardin era propietario de las ruinas del castillo en Lacoste Vaucluse que en su tiempo fue habitado por el Marqués de Sade. Lo había renovado parcialmente y periódicamente organizaba festivales de teatro allí.
En 1991, Cardin fue nombrado Embajador de buena voluntad de la Unesco, Organización de las Naciones Unidas para la educación la ciencia y la cultura.
En 2003, Cardin invitó al ballet de niños chechenos Lovzar a bailar en el espectáculo musical Tristán e Isolda, que realizó en Moscú.
El 16 de octubre de 2009, Pierre Cardin fue nombrado Embajador de buena voluntad de la FAO, Organización de las Naciones Unidas para la Agricultura y la Alimentación.

## Galería

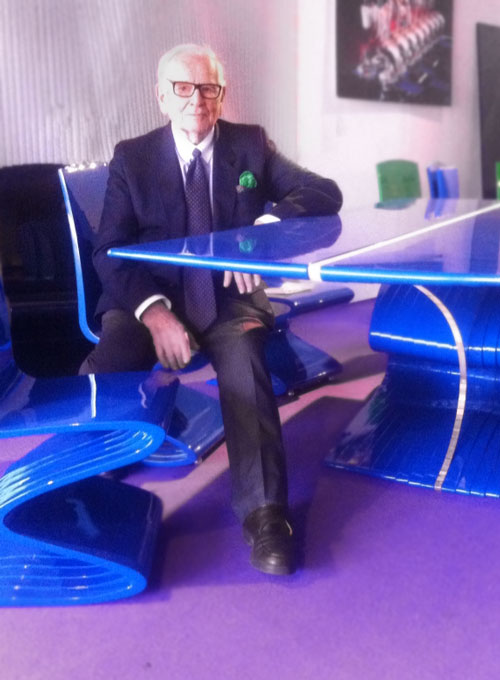
Pierre Cardin Mesa y silla Cobra.
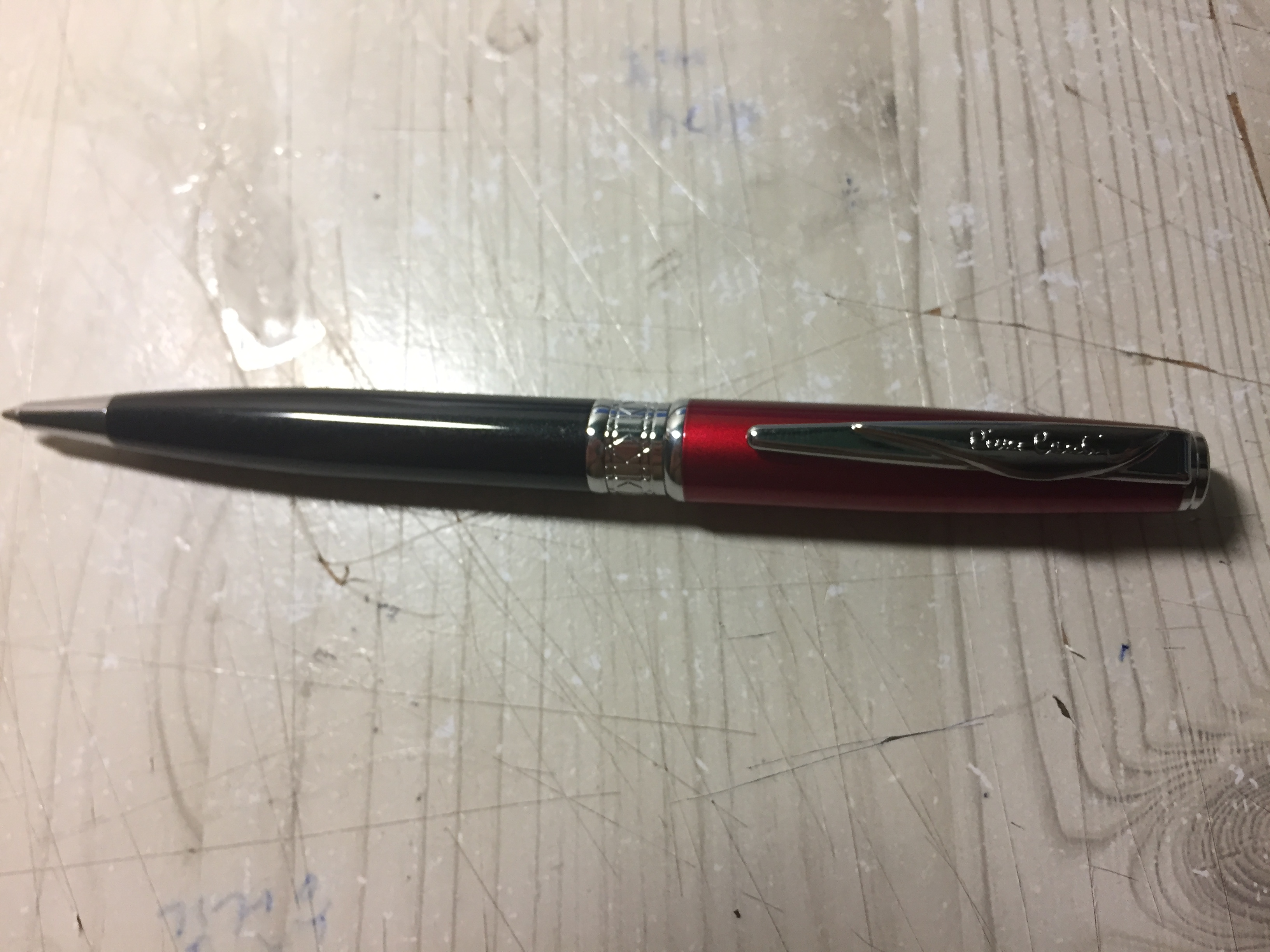
Bolígrafo Pierre Cardin.
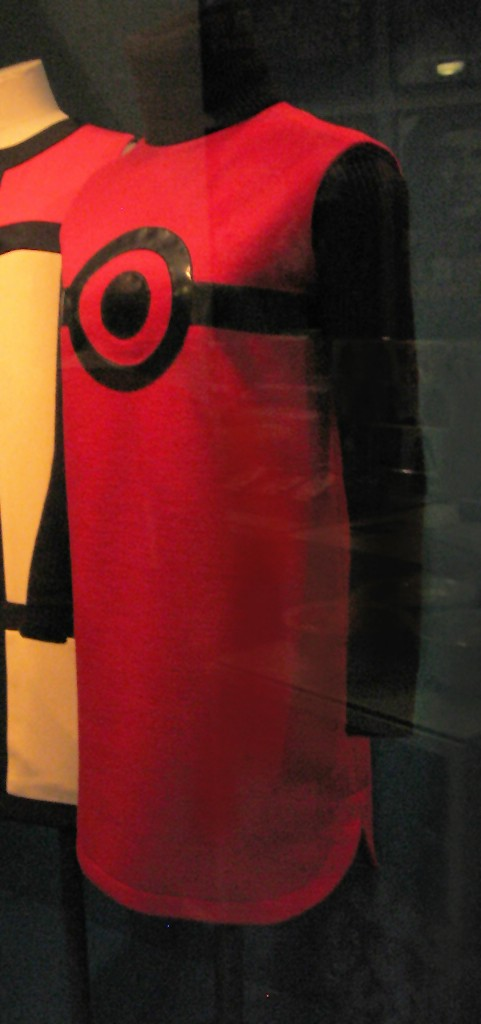
Minivestido de Pierre Cardin en 1967.
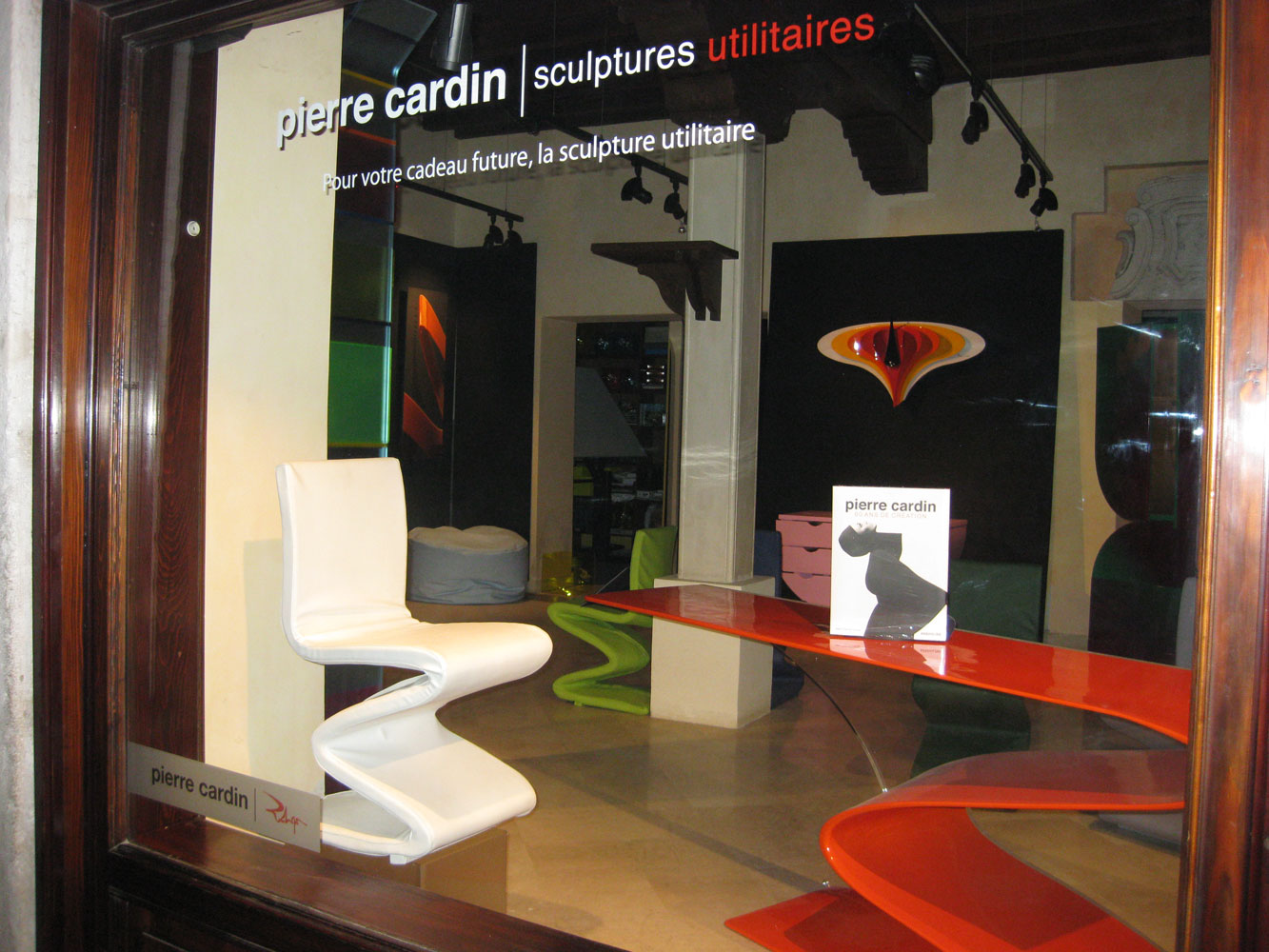
Sala de exposición Sculptures Utilitaires en Venecia.